# カーズウェル・クレーター
カーズウェル・クレーター(Carswell crater)はカナダのサスカチュワン州北部にある衝突クレーターであり、カーズウェル構造(Carswell structure)とも呼ばれる。
クレーターの直径は約39 kmで、直径約18 kmの中央丘を中心に同心円状の地質構造が形成されている。衝撃変形石英やシャッターコーンが確認され、衝突構造だと判明した。衝突年代については論争があり、堆積物から約4億7800万年前(オルドビス紀)とする説と、岩石の変成年代から約12億6000万年前とする説がある。アサバスカ盆地(原生累代の堆積物)が形成される前に衝突構造があったという証拠があり、後者の説を支持している。また、本当のクレーターの大きさについても論争があり、この構造がより巨大な衝突クレーターの一部であるという主張もある。
カーズウェル・クレーターは基盤コアの南縁に多数の不整合タイプのウラニウム鉱脈を持つ。これは中央丘を形成した跳ね返り力で地表にもたらされたと考えられている。